# Sedm let v Tibetu
Sedm let v Tibetu (v originále Sieben Jahre in Tibet. Mein Leben am Hofe des Dalai Lama), někdy také nazývána jako Útěk do Tibetu, je kniha rakouského horolezce a cestovatele Heinricha Harrera z roku 1952.

## Děj
Kniha vypráví o mladém rakouském horolezci, který je roku 1939 v Indii zatčen z důvodu vypuknutí 2. světové války (přepadení Polska Německem, neboť Spojené království se s Německem ocitlo ve válečném stavu). Po mnoha pokusech o únik se mu útěk podařil. Tibetu dosáhl 17. května 1944 spolu s dalšími přáteli – uprchlíky. Avšak jejich útrapy neskončily. Místní obyvatelé se k nim chovali nepřátelsky a úředníci jim odmítli vydat povolení k pobytu. Museli se vrátit zpátky do Indie. Rakušan a jeho přátelé se ale nevzdávali. Naoko se vraceli zpátky, ale potom se obrátili zpět do Tibetu. Od Heinricha se pak někteří oddělili a zůstal jenom Peter Aufschneiter. Putovali spolu napříč Tibetem, poznali Tibeťany, někteří byli velmi přátelští, zažili útrapy, které museli prodělat nekonečně prázdnou pustinou, potkali také Khanpy – bandity.
Oba dva putují stále nelegálně, a tak je potěšilo, že dostali doprovod v podobě benpy z Lhasy, kam směřovali také Harrer s Aufschneiterem.
A jednoho dne do zakázaného města opravdu došli. Byli přivítáni co nejsrdečněji. Pro Lhasu byli skutečnou raritou. Dennodenně proudili do domu, kde našli ubytování, lidé, aby spatřili dva Evropany, kteří prošli jejich zemí.
Harrer se zde seznámil s lidmi, která se pak stali jeho přáteli. Poznal dokonce i rodinu mladého dalajlámy.
Harrer získal stálé zaměstnání, dělal zakázky pro vládu i pro dalajlámu, stavěl pro něho kino, pracoval na jeho zahradě. Několikrát Živého Buddhu viděl, ale nikdy s ním nemluvil. Až jednou ho dalajláma pozval. Od té doby se stali dobrými přáteli.
Druhá světová válka skončila, k moci se v Číně mezitím dostal Mao Ce-tung a začaly boje. Politické bouře ohrozily i Tibet. Čtrnáctý dalajláma se tak musel připravit na útěk. A nejen on. Pokud se chtěl zachránit, musel z Lhasy odejít i Harrer. Nebylo to lehké, protože v Tibetu našel svůj domov. Bylo to pro něho velmi bolestivé, ale musel odejít. Stalo se to v listopadu 1950.
Zanedlouho se na cestu vydal i sám dalajláma. Putoval víc než devět let až dosáhl bezpečí.
Za těch sedm let, co Harrer strávil v Tibetu, poznal tamní jedinečnou kulturu, zvyky i dobrosrdečnost obyvatel. Harrer po svém návratu do Rakouska otevřel muzeum věnované Tibetu.

## Adaptace
Podle knihy byly natočeny dva filmy. V roce 1956 natočil Hans Nieter dokumentární film Seven Years in Tibet. V roce 1997 natočil režisér Jean-Jacques Annaud stejnojmenný dramatický film, hudbu složil John Williams. V hlavních rolích vystupovali herci Brad Pitt jako Heinrich Harrer a David Thewlis jako Peter Aufschnaiter.
Píseň s názvem Seven Years in Tibet je součástí alba Earthling Davida Bowieho.